# 皮拉區
皮拉區（西班牙語：Distrito de Pira），是秘魯的一個區，位於該國北部安卡什大區的瓦拉斯省，始建於1917年11月19日，面積243.73平方公里，海拔高度3,570米，2005年人口3,989，人口密度為每平方公里16人。